# لیگ ملت‌های والیبال زنان ۲۰۲۱
لیگ ملت‌های والیبال زنان ۲۰۲۱ سومین دوره از لیگ ملت‌های والیبال زنان، تورنمنت سالیانهٔ والیبال زنان می‌باشد که از ۲۵ مه تا ۲۵ ژوئن ۲۰۲۱ در ریمینی، ایتالیا برگزار شد. نسخهٔ ۲۰۲۱ VNL ابتدا قرار بود به دلیل برگزاری المپیک تابستانی ۲۰۲۰ در ژوئیه، زودتر از نسخهٔ قبلی آغاز شود. دور مقدماتی قرار بود طی پنج هفته، بین ۱۹ مه و ۲۱ ژوئن ۲۰۲۰ برگزار شود. دور نهایی نیز قرار بود با شرکت چهار تیم برتر و طی ۲۶ تا ۲۷ ژوئن ۲۰۲۰ برگزار شود.
مرحلهٔ نهایی نیز قرار بود طی ۱ تا ۵ ژوئیه برگزار شود، اما در ۱۳ مارس ۲۰۲۰ فدراسیون بین‌المللی والیبال تصمیم گرفت لیگ ملت‌ها را به بعد از المپیک تابستانی ۲۰۲۰ موکول کند، اما پس از تعویق المپیک ۲۰۲۰ به سال ۲۰۲۱، FIVB تصمیم به لغو لیگ ملت‌های ۲۰۲۰ به سبب دنیاگیری کووید-۱۹ گرفت، پس از آن در ۸ مه FIVB با حفظ میزبانی ایتالیا و چین به عنوان کشورهای میزبان فینال‌ها، نسخهٔ سوم VNL را به سال آینده موکول کرد. سرانجام ایتالیا میزبانی تمامی رقابت‌های دور مقدماتی و نهایی لیگ ملت‌های ۲۰۲۱ را برعهده گرفت.

## راه‌یابی
شانزده تیم واجد شرایط برای رقابت در نسخهٔ ۲۰۱۹ بودند. دوازده تیم به عنوان تیم‌های اصلی بودند که تحت هیچ شرایطی سقوط نمی‌کردند. چهار تیم دیگر از تیم‌های چلنجر بودند که احتمال سقوط آن‌ها از تورنمنت وجود داشت. کانادا به عنوان برندهٔ جام چلنجر ۲۰۱۹ حق شرکت در این تورنمنت را به دست آورد و جایگزین بلغارستان شد که پس از قرار گرفتن در ردهٔ آخر بین تیم‌های چلنجر نسخهٔ ۲۰۱۹ از لیگ ملت‌ها سقوط کرد.
| راه‌یابی      | راه‌یافته            |
| ------------ | ------------------- |
| تیم‌های اصلی  | برزیل               |
| تیم‌های اصلی  | چین                 |
| تیم‌های اصلی  | آلمان               |
| تیم‌های اصلی  | ایتالیا             |
| تیم‌های اصلی  | ژاپن                |
| تیم‌های اصلی  | هلند                |
| تیم‌های اصلی  | روسیه               |
| تیم‌های اصلی  | صربستان             |
| تیم‌های اصلی  | کرهٔ جنوبی           |
| تیم‌های اصلی  | تایلند              |
| تیم‌های اصلی  | ترکیه               |
| تیم‌های اصلی  | ایالات متحده آمریکا |
| تیم‌های چلنجر | بلژیک               |
| تیم‌های چلنجر | کانادا              |
| تیم‌های چلنجر | دومینیکن            |
| تیم‌های چلنجر | لهستان              |

## قالب

### دور مقدماتی
۱۶ تیم رقیب به شکل دور-گردشی با هم بازی می‌کنند. تیم‌ها هر هفته سه مسابقه دارند و این رقابت پنج هفته به طول می‌انجامد، برای انجام ۱۲۰ مسابقه. چهار تیم برتر پس از دور مقدماتی، در دور نهایی به رقابت خواهند پرداخت.

### دور نهایی
چهار تیم راه‌یافته در دور حذفی بازی می‌کنند. برندگان نیمه‌نهایی‌ها برای کسب عنوان قهرمانی لیگ ملت‌ها به مصاف هم می‌روند. بازندگان نیز در رقابت برای کسب جایگاه سوم رو در روی یکدیگر قرار می‌گیرند.

## مکان‌ها
| تمام دورها      |
| --------------- |
| ریمینی، ایتالیا |
| Rimini Fiera    |
| گنجایش: نامشخص  |
|                 |

## برنامه رقابت
| ● | دور مقدماتی | ● | دور نهایی |

| هفته ۱ ۲۵–۲۷ مه | هفته ۲ ۳۱ مه–۲ ژوئن | هفته ۳ ۶–۸ ژوئن | هفته ۴ ۱۲–۱۴ ژوئن | هفته ۵ ۱۸–۲۰ ژوئن | هفته ۶ ۲۴–۲۵ ژوئن |
| --------------- | ------------------- | --------------- | ----------------- | ----------------- | ----------------- |
| ۲۴ مسابقه       | ۲۴ مسابقه           | ۲۴ مسابقه       | ۲۴ مسابقه         | ۲۴ مسابقه         | ۴ مسابقه          |

## فرایند رده‌بندی گروه
1. شمار کل بردها (مسابقات برده و مسابقات باخته)
2. در صورت برابری، اولویت تساوی‌شکنی به ترتیب زیر خواهد بود:
  - برد مسابقه ۳–۰ یا ۳–۱: ۳ امتیاز برای برندهٔ رقابت، ۰ امتیاز برای بازندهٔ رقابت
  - برد مسابقه ۳–۲: ۲ امتیاز برای برندهٔ رقابت، ۱ امتیاز برای بازندهٔ رقابت
  - برد مسابقه با جریمه: ۳ امتیاز برای برندهٔ رقابت، ۰ امتیاز برای بازندهٔ رقابت، نتیجهٔ نهایی ۳–۰ (۲۵–۰، ۲۵–۰، ۲۵–۰) برای برنده
3. اگر تیم‌ها پس از بررسی شمار پیروزی‌ها و امتیازات به دست آمده همچنان مساوی باشند، FIVB به صورت زیر نتایج را بررسی می‌کند تا تساوی را از بین ببرد:
  - ضریب ست: اگر دو یا چند تیم در شمار امتیازات با هم برابر باشند، آن‌ها با استفاده از ضریب حاصل شده از تقسیم شمار کل ست‌های برنده شده به کل ست‌های از دست رفته رده‌بندی می‌شوند.
  - ضریب امتیازات: اگر برابری براساس ضریب ست ادامه داشته باشد، در این صورت تیم‌ها با بهره‌گیری از ضریب حاصل از تقسیم کل امتیازات به دست آمده نسبت به کل امتیازات از دست رفته در طول تمام ست‌ها رده‌بندی می‌شوند.
  - اگر برابری براساس ضریب امتیاز ادامه داشته باشد، در این صورت تساوی براساس تیم برندهٔ دور نوبت‌گردشی بین تیم‌های مساوی از بین خواهد رفت. اگر برابری بین سه یا چند تیم باشد، این تیم‌ها با در نظر گرفتن رقابت‌های بین خودشان رده‌بندی می‌شوند و نتایج این تیم‌ها در برابر تیم‌های دیگر در نظر گرفته نمی‌شود.

## دور مقدماتی
- تمام زمان‌ها براساس ساعت تابستانی اروپای مرکزی (یوتی‌سی ۲:۰۰+) می‌باشد.

|  | راه‌یافته برای دور نهایی |

### رده‌بندی
|      |                     | بازی | بازی | امتیاز | ست  | ست   | ست    | امتیاز | امتیاز | امتیاز |
| رتبه | تیم                 | برد  | باخت | امتیاز | برد | باخت | نسبت  | برد    | باخت   | نسبت   |
| ---- | ------------------- | ---- | ---- | ------ | --- | ---- | ----- | ------ | ------ | ------ |
| ۱    | ایالات متحده آمریکا | ۱۴   | ۱    | ۴۲     | ۴۲  | ۷    | ۶٫۰۰۰ | ۱٬۱۹۹  | ۹۳۱    | ۱٫۲۸۸  |
| ۲    | برزیل               | ۱۳   | ۲    | ۴۰     | ۴۲  | ۱۰   | ۴٫۲۰۰ | ۱٬۲۵۱  | ۹۵۴    | ۱٫۳۱۱  |
| ۳    | ژاپن                | ۱۲   | ۳    | ۳۳     | ۳۶  | ۱۸   | ۲٫۰۰۰ | ۱٬۱۵۰  | ۱٬۰۲۶  | ۱٫۱۲۱  |
| ۴    | ترکیه               | ۱۱   | ۴    | ۳۰     | ۳۷  | ۲۱   | ۱٫۷۶۲ | ۱٬۳۰۴  | ۱٬۲۳۷  | ۱٫۰۵۴  |
| ۵    | چین                 | ۱۰   | ۵    | ۳۰     | ۳۵  | ۲۱   | ۱٫۶۶۷ | ۱٬۲۵۴  | ۱٬۱۵۲  | ۱٫۰۸۹  |
| ۶    | دومینیکن            | ۹    | ۶    | ۲۹     | ۳۴  | ۲۵   | ۱٫۳۶۰ | ۱٬۳۱۹  | ۱٬۲۸۱  | ۱٫۰۳۰  |
| ۷    | هلند                | ۹    | ۶    | ۲۵     | ۳۰  | ۲۶   | ۱٫۱۵۴ | ۱٬۲۶۵  | ۱٬۲۱۹  | ۱٫۰۳۸  |
| ۸    | روسیه               | ۸    | ۷    | ۲۴     | ۳۰  | ۲۶   | ۱٫۱۵۴ | ۱٬۲۱۰  | ۱٬۱۸۰  | ۱٫۰۲۵  |
| ۹    | بلژیک               | ۸    | ۷    | ۱۹     | ۲۷  | ۳۴   | ۰٫۷۹۴ | ۱٬۲۸۲  | ۱٬۳۳۳  | ۰٫۹۶۲  |
| ۱۰   | آلمان               | ۵    | ۱۰   | ۱۶     | ۲۲  | ۳۲   | ۰٫۶۸۸ | ۱٬۰۵۵  | ۱٬۱۲۹  | ۰٫۹۳۴  |
| ۱۱   | لهستان              | ۵    | ۱۰   | ۱۵     | ۲۴  | ۳۶   | ۰٫۶۶۷ | ۱٬۳۰۹  | ۱٬۳۳۵  | ۰٫۹۸۱  |
| ۱۲   | ایتالیا             | ۴    | ۱۱   | ۱۶     | ۲۴  | ۳۵   | ۰٫۶۸۶ | ۱٬۲۸۲  | ۱٬۳۴۷  | ۰٫۹۵۲  |
| ۱۳   | صربستان             | ۴    | ۱۱   | ۱۴     | ۱۹  | ۳۶   | ۰٫۵۲۸ | ۱٬۱۱۵  | ۱٬۲۷۴  | ۰٫۸۷۵  |
| ۱۴   | کانادا              | ۳    | ۱۲   | ۱۱     | ۱۷  | ۳۹   | ۰٫۴۳۶ | ۱٬۰۹۴  | ۱٬۳۰۹  | ۰٫۸۳۶  |
| ۱۵   | کرهٔ جنوبی           | ۳    | ۱۲   | ۱۰     | ۱۶  | ۴۰   | ۰٫۴۰۰ | ۱٬۱۵۷  | ۱٬۲۹۸  | ۰٫۸۹۱  |
| ۱۶   | تایلند              | ۲    | ۱۳   | ۶      | ۱۱  | ۴۰   | ۰٫۲۷۵ | ۹۸۳    | ۱٬۲۲۴  | ۰٫۸۰۳  |

### هفته ۱
| تاریخ | ساعت  |                     | امتیاز |                     | ست ۱  | ست ۲  | ست ۳  | ست ۴  | ست ۵  | مجموع   | گزارش  |
| ----- | ----- | ------------------- | ------ | ------------------- | ----- | ----- | ----- | ----- | ----- | ------- | ------ |
| ۲۵ مه | ۱۰٫۰۰ | هلند                | ۳–۰    | بلژیک               | ۲۵–۲۱ | ۲۵–۱۹ | ۲۵–۱۸ |       |       | ۷۵–۵۸   | Report |
| ۲۵ مه | ۱۲٫۰۰ | ترکیه               | ۳–۲    | صربستان             | ۲۵–۲۱ | ۱۸–۲۵ | ۲۵–۲۳ | ۲۲–۲۵ | ۱۶–۱۴ | ۱۰۶–۱۰۸ | Report |
| ۲۵ مه | ۱۳٫۰۰ | آلمان               | ۰–۳    | روسیه               | ۲۱–۲۵ | ۲۲–۲۵ | ۱۹–۲۵ |       |       | ۶۲–۷۵   | Report |
| ۲۵ مه | ۱۵٫۰۰ | ژاپن                | ۳–۰    | تایلند              | ۲۵–۱۵ | ۲۵–۱۷ | ۲۵–۱۶ |       |       | ۷۵–۴۸   | Report |
| ۲۵ مه | ۱۶٫۰۰ | چین                 | ۳–۱    | کرهٔ جنوبی           | ۲۳–۲۵ | ۲۵–۱۹ | ۲۵–۱۹ | ۲۵–۱۸ |       | ۹۸–۸۱   | Report |
| ۲۵ مه | ۱۸٫۰۰ | دومینیکن            | ۰–۳    | ایالات متحده آمریکا | ۲۰–۲۵ | ۲۱–۲۵ | ۱۲–۲۵ |       |       | ۵۳–۷۵   | Report |
| ۲۵ مه | ۱۹٫۳۰ | ایتالیا             | ۲–۳    | لهستان              | ۲۲–۲۵ | ۲۵–۲۲ | ۲۵–۲۰ | ۲۲–۲۵ | ۱۵–۱۷ | ۱۰۹–۱۰۹ | Report |
| ۲۵ مه | ۲۱٫۰۰ | برزیل               | ۳–۱    | کانادا              | ۲۳–۲۵ | ۲۵–۱۱ | ۲۵–۹  | ۲۵–۱۴ |       | ۹۸–۵۹   | Report |
| ۲۶ مه | ۱۰٫۰۰ | هلند                | ۲–۳    | آلمان               | ۲۵–۱۸ | ۱۸–۲۵ | ۳۰–۲۸ | ۲۳–۲۵ | ۱۲–۱۵ | ۱۰۸–۱۱۱ | Report |
| ۲۶ مه | ۱۲٫۰۰ | تایلند              | ۱–۳    | کرهٔ جنوبی           | ۲۵–۱۵ | ۱۳–۲۵ | ۱۸–۲۵ | ۱۷–۲۵ |       | ۷۳–۹۰   | Report |
| ۲۶ مه | ۱۳٫۰۰ | چین                 | ۰–۳    | ژاپن                | ۱۳–۲۵ | ۱۹–۲۵ | ۱۷–۲۵ |       |       | ۴۹–۷۵   | Report |
| ۲۶ مه | ۱۵٫۰۰ | بلژیک               | ۲–۳    | روسیه               | ۲۵–۲۳ | ۲۵–۲۱ | ۱۹–۲۵ | ۱۹–۲۵ | ۸–۱۵  | ۹۶–۱۰۹  | Report |
| ۲۶ مه | ۱۶٫۰۰ | صربستان             | ۳–۱    | لهستان              | ۲۰–۲۵ | ۲۵–۱۷ | ۲۵–۱۶ | ۲۵–۲۱ |       | ۹۵–۷۹   | Report |
| ۲۶ مه | ۱۸٫۰۰ | برزیل               | ۳–۰    | دومینیکن            | ۲۵–۲۰ | ۲۵–۱۳ | ۲۵–۱۷ |       |       | ۷۵–۵۰   | Report |
| ۲۶ مه | ۱۹٫۰۰ | ترکیه               | ۳–۰    | ایتالیا             | ۲۵–۱۳ | ۲۵–۲۳ | ۲۵–۱۶ |       |       | ۷۵–۵۲   | Report |
| ۲۶ مه | ۲۱٫۰۰ | ایالات متحده آمریکا | ۳–۰    | کانادا              | ۲۶–۲۴ | ۲۵–۱۵ | ۲۵–۱۰ |       |       | ۷۶–۴۹   | Report |
| ۲۷ مه | ۱۰٫۰۰ | آلمان               | ۳–۰    | بلژیک               | ۲۵–۲۰ | ۲۵–۱۹ | ۲۵–۱۳ |       |       | ۷۵–۵۲   | Report |
| ۲۷ مه | ۱۲٫۰۰ | روسیه               | ۱–۳    | هلند                | ۱۴–۲۵ | ۲۲–۲۵ | ۲۵–۲۳ | ۲۰–۲۵ |       | ۸۱–۹۸   | Report |
| ۲۷ مه | ۱۳٫۰۰ | کرهٔ جنوبی           | ۰–۳    | ژاپن                | ۱۸–۲۵ | ۱۸–۲۵ | ۲۵–۲۷ |       |       | ۶۱–۷۷   | Report |
| ۲۷ مه | ۱۵٫۰۰ | کانادا              | ۱–۳    | دومینیکن            | ۱۷–۲۵ | ۲۴–۲۶ | ۳۰–۲۸ | ۱۶–۲۵ |       | ۸۷–۱۰۴  | Report |
| ۲۷ مه | ۱۶٫۰۰ | چین                 | ۳–۰    | تایلند              | ۲۵–۱۵ | ۲۵–۱۵ | ۲۵–۲۳ |       |       | ۷۵–۵۳   | Report |
| ۲۷ مه | ۱۸٫۰۰ | لهستان              | ۱–۳    | ترکیه               | ۲۳–۲۵ | ۲۷–۲۵ | ۲۳–۲۵ | ۲۰–۲۵ |       | ۹۳–۱۰۰  | Report |
| ۲۷ مه | ۱۹٫۳۰ | برزیل               | ۱–۳    | ایالات متحده آمریکا | ۱۷–۲۵ | ۱۹–۲۵ | ۲۵–۲۳ | ۲۲–۲۵ |       | ۸۳–۹۸   | Report |
| ۲۷ مه | ۲۱٫۰۰ | صربستان             | ۳–۱    | ایتالیا             | ۲۵–۱۸ | ۲۳–۲۵ | ۲۶–۲۴ | ۲۵–۲۰ |       | ۹۹–۸۷   | Report |

### هفته ۲
| تاریخ  | ساعت  |                     | امتیاز |                     | ست ۱  | ست ۲  | ست ۳  | ست ۴  | ست ۵  | مجموع   | گزارش  |
| ------ | ----- | ------------------- | ------ | ------------------- | ----- | ----- | ----- | ----- | ----- | ------- | ------ |
| ۳۱ مه  | ۱۰٫۰۰ | تایلند              | ۰–۳    | هلند                | ۲۰–۲۵ | ۹–۲۵  | ۱۸–۲۵ |       |       | ۴۷–۷۵   | Report |
| ۳۱ مه  | ۱۲٫۰۰ | بلژیک               | ۳–۲    | دومینیکن            | ۳۱–۳۳ | ۱۹–۲۵ | ۲۵–۲۰ | ۲۵–۱۶ | ۱۵–۱۱ | ۱۱۵–۱۰۵ | Report |
| ۳۱ مه  | ۱۳٫۰۰ | چین                 | ۳–۲    | آلمان               | ۲۰–۲۵ | ۱۹–۲۵ | ۲۷–۲۵ | ۲۵–۲۱ | ۱۵–۹  | ۱۰۶–۱۰۵ | Report |
| ۳۱ مه  | ۱۵٫۰۰ | برزیل               | ۳–۰    | ژاپن                | ۲۵–۱۵ | ۲۵–۱۹ | ۲۵–۲۱ |       |       | ۷۵–۵۵   | Report |
| ۳۱ مه  | ۱۶٫۰۰ | کانادا              | ۲–۳    | ترکیه               | ۲۳–۲۵ | ۲۵–۱۹ | ۲۵–۲۲ | ۲۳–۲۵ | ۱۲–۱۵ | ۱۰۸–۱۰۶ | Report |
| ۳۱ مه  | ۱۸٫۰۰ | کرهٔ جنوبی           | ۰–۳    | لهستان              | ۱۵–۲۵ | ۲۰–۲۵ | ۲۲–۲۵ |       |       | ۵۷–۷۵   | Report |
| ۳۱ مه  | ۱۹٫۳۰ | صربستان             | ۰–۳    | ایالات متحده آمریکا | ۲۰–۲۵ | ۱۶–۲۵ | ۱۲–۲۵ |       |       | ۴۸–۷۵   | Report |
| ۳۱ مه  | ۲۱٫۰۰ | روسیه               | ۳–۰    | ایتالیا             | ۲۶–۲۴ | ۲۵–۲۳ | ۲۷–۲۵ |       |       | ۷۸–۷۲   | Report |
| ۱ ژوئن | ۱۰٫۰۰ | ترکیه               | ۳–۰    | آلمان               | ۲۵–۲۰ | ۲۵–۲۰ | ۲۵–۲۲ |       |       | ۷۵–۶۲   | Report |
| ۱ ژوئن | ۱۲٫۰۰ | دومینیکن            | ۳–۰    | کرهٔ جنوبی           | ۲۵–۲۳ | ۲۸–۲۶ | ۲۵–۱۸ |       |       | ۷۸–۶۷   | Report |
| ۱ ژوئن | ۱۳٫۰۰ | بلژیک               | ۳–۲    | لهستان              | ۲۵–۱۵ | ۱۷–۲۵ | ۲۵–۱۹ | ۲۲–۲۵ | ۱۵–۱۲ | ۱۰۴–۹۶  | Report |
| ۱ ژوئن | ۱۵٫۰۰ | صربستان             | ۳–۰    | تایلند              | ۲۵–۱۹ | ۲۵–۲۳ | ۲۵–۲۳ |       |       | ۷۵–۶۵   | Report |
| ۱ ژوئن | ۱۶٫۰۰ | چین                 | ۲–۳    | کانادا              | ۲۲–۲۵ | ۲۵–۲۱ | ۱۷–۲۵ | ۲۵–۱۵ | ۱۲–۱۵ | ۱۰۱–۱۰۱ | Report |
| ۱ ژوئن | ۱۸٫۰۰ | ایالات متحده آمریکا | ۳–۰    | هلند                | ۲۵–۲۲ | ۲۵–۱۵ | ۲۵–۱۸ |       |       | ۷۵–۵۵   | Report |
| ۱ ژوئن | ۱۹٫۳۰ | ایتالیا             | ۲–۳    | ژاپن                | ۲۵–۲۷ | ۱۹–۲۵ | ۲۵–۱۶ | ۲۵–۲۱ | ۱۳–۱۵ | ۱۰۷–۱۰۴ | Report |
| ۱ ژوئن | ۲۱٫۰۰ | برزیل               | ۳–۰    | روسیه               | ۲۵–۲۰ | ۲۵–۱۱ | ۲۵–۱۸ |       |       | ۷۵–۴۹   | Report |
| ۲ ژوئن | ۱۰٫۰۰ | بلژیک               | ۳–۲    | کرهٔ جنوبی           | ۲۳–۲۵ | ۲۵–۲۳ | ۲۵–۱۶ | ۱۹–۲۵ | ۱۵–۱۲ | ۱۰۷–۱۰۱ | Report |
| ۲ ژوئن | ۱۲٫۰۰ | تایلند              | ۰–۳    | ایالات متحده آمریکا | ۱۷–۲۵ | ۱۴–۲۵ | ۱۶–۲۵ |       |       | ۴۷–۷۵   | Report |
| ۲ ژوئن | ۱۳٫۰۰ | آلمان               | ۰–۳    | کانادا              | ۲۸–۳۰ | ۲۵–۲۷ | ۱۴–۲۵ |       |       | ۶۷–۸۲   | Report |
| ۲ ژوئن | ۱۵٫۰۰ | ژاپن                | ۳–۰    | روسیه               | ۲۵–۲۰ | ۲۵–۲۱ | ۲۵–۲۱ |       |       | ۷۵–۶۲   | Report |
| ۲ ژوئن | ۱۶٫۰۰ | چین                 | ۰–۳    | ترکیه               | ۱۵–۲۵ | ۲۳–۲۵ | ۲۱–۲۵ |       |       | ۵۹–۷۵   | Report |
| ۲ ژوئن | ۱۸٫۰۰ | لهستان              | ۱–۳    | دومینیکن            | ۲۵–۲۲ | ۲۲–۲۵ | ۲۶–۲۸ | ۲۱–۲۵ |       | ۹۴–۱۰۰  | Report |
| ۲ ژوئن | ۱۹٫۳۰ | هلند                | ۳–۱    | صربستان             | ۲۵–۲۲ | ۲۵–۱۶ | ۱۸–۲۵ | ۲۵–۲۱ |       | ۹۳–۸۴   | Report |
| ۲ ژوئن | ۲۱٫۰۰ | برزیل               | ۳–۱    | ایتالیا             | ۱۹–۲۵ | ۲۵–۱۵ | ۲۵–۱۹ | ۲۵–۱۹ |       | ۹۴–۷۸   | Report |

### هفته ۳
| تاریخ  | ساعت  |           | امتیاز |                     | ست ۱  | ست ۲  | ست ۳  | ست ۴  | ست ۵  | مجموع   | گزارش |
| ------ | ----- | --------- | ------ | ------------------- | ----- | ----- | ----- | ----- | ----- | ------- | ----- |
| ۶ ژوئن | ۱۰٫۰۰ | چین       | ۲–۳    | بلژیک               | ۲۵–۱۷ | ۲۵–۲۷ | ۲۵–۲۳ | ۲۱–۲۵ | ۸–۱۵  | ۱۰۴–۱۰۷ |       |
| ۶ ژوئن | ۱۲٫۰۰ | ژاپن      | ۰–۳    | هلند                | ۲۲–۲۵ | ۲۰–۲۵ | ۲۳–۲۵ |       |       | ۶۵–۷۵   |       |
| ۶ ژوئن | ۱۳٫۰۰ | ترکیه     | ۳–۱    | تایلند              | ۲۳–۲۵ | ۲۵–۱۲ | ۲۵–۲۰ | ۲۵–۹  |       | ۹۸–۶۶   |       |
| ۶ ژوئن | ۱۵٫۰۰ | برزیل     | ۳–۰    | صربستان             | ۲۵–۱۲ | ۲۵–۱۴ | ۲۵–۱۳ |       |       | ۷۵–۳۹   |       |
| ۶ ژوئن | ۱۶٫۰۰ | دومینیکن  | ۲–۳    | روسیه               | ۱۸–۲۵ | ۲۵–۲۱ | ۲۰–۲۵ | ۲۵–۲۲ | ۸–۱۵  | ۹۶–۱۰۸  |       |
| ۶ ژوئن | ۱۸٫۰۰ | کانادا    | ۲–۳    | لهستان              | ۲۵–۲۲ | ۲۵–۲۱ | ۲۱–۲۵ | ۱۷–۲۵ | ۷–۱۵  | ۹۵–۱۰۸  |       |
| ۶ ژوئن | ۱۹٫۳۰ | آلمان     | ۰–۳    | ایالات متحده آمریکا | ۲۳–۲۵ | ۱۳–۲۵ | ۱۳–۲۵ |       |       | ۴۹–۷۵   |       |
| ۶ ژوئن | ۲۱٫۰۰ | ایتالیا   | ۳–۱    | کرهٔ جنوبی           | ۲۷–۲۵ | ۲۳–۲۵ | ۲۵–۲۲ | ۲۵–۲۰ |       | ۱۰۰–۹۲  |       |
| ۷ ژوئن | ۱۰٫۰۰ | روسیه     | ۳–۱    | تایلند              | ۲۵–۱۴ | ۱۸–۲۵ | ۲۵–۱۴ | ۲۵–۲۰ |       | ۹۳–۷۳   |       |
| ۷ ژوئن | ۱۲٫۰۰ | ترکیه     | ۱–۳    | دومینیکن            | ۲۲–۲۵ | ۲۱–۲۵ | ۲۵–۲۳ | ۱۷–۲۵ |       | ۸۵–۹۸   |       |
| ۷ ژوئن | ۱۳٫۰۰ | کانادا    | ۰–۳    | ژاپن                | ۱۶–۲۵ | ۱۵–۲۵ | ۱۵–۲۵ |       |       | ۴۶–۷۵   |       |
| ۷ ژوئن | ۱۵٫۰۰ | چین       | ۱–۳    | صربستان             | ۲۲–۲۵ | ۱۸–۲۵ | ۲۵–۱۹ | ۲۲–۲۵ |       | ۸۷–۹۴   |       |
| ۷ ژوئن | ۱۶٫۰۰ | کرهٔ جنوبی | ۰–۳    | ایالات متحده آمریکا | ۱۶–۲۵ | ۱۲–۲۵ | ۱۵–۲۵ |       |       | ۴۳–۷۵   |       |
| ۷ ژوئن | ۱۸٫۰۰ | لهستان    | ۲–۳    | هلند                | ۲۵–۲۱ | ۲۳–۲۵ | ۲۵–۲۲ | ۲۱–۲۵ | ۹–۱۵  | ۱۰۳–۱۰۸ |       |
| ۷ ژوئن | ۱۹٫۳۰ | آلمان     | ۰–۳    | ایتالیا             | ۲۱–۲۵ | ۱۹–۲۵ | ۱۱–۲۵ |       |       | ۵۱–۷۵   |       |
| ۷ ژوئن | ۲۱٫۰۰ | بلژیک     | ۰–۳    | برزیل               | ۱۸–۲۵ | ۱۶–۲۵ | ۱۷–۲۵ |       |       | ۵۱–۷۵   |       |
| ۸ ژوئن | ۱۰٫۰۰ | تایلند    | ۰–۳    | دومینیکن            | ۱۶–۲۵ | ۱۷–۲۵ | ۲۳–۲۵ |       |       | ۵۶–۷۵   |       |
| ۸ ژوئن | ۱۲٫۰۰ | ترکیه     | ۳–۲    | روسیه               | ۲۵–۲۲ | ۲۲–۲۵ | ۲۵–۱۸ | ۱۸–۲۵ | ۱۵–۷  | ۱۰۵–۹۷  |       |
| ۸ ژوئن | ۱۳٫۰۰ | کانادا    | ۰–۳    | هلند                | ۱۹–۲۵ | ۱۲–۲۵ | ۲۱–۲۵ |       |       | ۵۲–۷۵   |       |
| ۸ ژوئن | ۱۵٫۰۰ | ژاپن      | ۳–۲    | لهستان              | ۲۲–۲۵ | ۲۲–۲۵ | ۲۵–۲۲ | ۲۵–۲۳ | ۱۶–۱۴ | ۱۱۰–۱۰۹ |       |
| ۸ ژوئن | ۱۶٫۰۰ | چین       | ۳–۲    | برزیل               | ۱۸–۲۵ | ۲۵–۲۲ | ۲۵–۲۰ | ۱۴–۲۵ | ۱۵–۱۲ | ۹۷–۱۰۴  |       |
| ۸ ژوئن | ۱۸٫۰۰ | آلمان     | ۳–۰    | کرهٔ جنوبی           | ۲۵–۱۲ | ۲۵–۲۱ | ۲۵–۲۲ |       |       | ۷۵–۵۵   |       |
| ۸ ژوئن | ۱۹٫۳۰ | ایتالیا   | ۱–۳    | ایالات متحده آمریکا | ۱۸–۲۵ | ۲۱–۲۵ | ۲۵–۲۰ | ۱۶–۲۵ |       | ۸۰–۹۵   |       |
| ۸ ژوئن | ۲۱٫۰۰ | بلژیک     | ۳–۲    | صربستان             | ۲۳–۲۵ | ۲۶–۲۴ | ۲۵–۲۱ | ۲۳–۲۵ | ۱۵–۱۰ | ۱۱۲–۱۰۵ |       |

### هفته ۴
| تاریخ   | ساعت  |                     | امتیاز |           | ست ۱  | ست ۲  | ست ۳  | ست ۴  | ست ۵  | مجموع   | گزارش |
| ------- | ----- | ------------------- | ------ | --------- | ----- | ----- | ----- | ----- | ----- | ------- | ----- |
| ۱۲ ژوئن | ۱۰٫۰۰ | روسیه               | ۳–۰    | کرهٔ جنوبی | ۲۵–۲۳ | ۲۵–۱۷ | ۲۵–۱۷ |       |       | ۷۵–۵۷   |       |
| ۱۲ ژوئن | ۱۲٫۰۰ | تایلند              | ۳–۱    | آلمان     | ۲۴–۲۶ | ۲۵–۲۱ | ۲۵–۲۱ | ۲۵–۱۶ |       | ۹۹–۸۴   |       |
| ۱۲ ژوئن | ۱۳٫۰۰ | ژاپن                | ۳–۱    | ترکیه     | ۲۵–۱۷ | ۲۵–۲۰ | ۱۷–۲۵ | ۲۵–۱۹ |       | ۹۲–۸۱   |       |
| ۱۲ ژوئن | ۱۵٫۰۰ | ایالات متحده آمریکا | ۳–۰    | بلژیک     | ۲۵–۹  | ۲۶–۲۴ | ۲۵–۲۰ |       |       | ۷۶–۵۳   |       |
| ۱۲ ژوئن | ۱۶٫۰۰ | چین                 | ۳–۰    | هلند      | ۲۵–۱۲ | ۲۵–۱۸ | ۳۳–۳۱ |       |       | ۸۳–۶۱   |       |
| ۱۲ ژوئن | ۱۸٫۰۰ | دومینیکن            | ۳–۱    | ایتالیا   | ۲۵–۲۱ | ۲۵–۱۹ | ۲۲–۲۵ | ۲۶–۲۴ |       | ۹۸–۸۹   |       |
| ۱۲ ژوئن | ۱۹٫۳۰ | کانادا              | ۳–۱    | صربستان   | ۲۵–۲۱ | ۲۲–۲۵ | ۲۵–۲۱ | ۲۵–۱۸ |       | ۹۷–۸۵   |       |
| ۱۲ ژوئن | ۲۱٫۰۰ | لهستان              | ۰–۳    | برزیل     | ۲۲–۲۵ | ۲۰–۲۵ | ۲۳–۲۵ |       |       | ۶۵–۷۵   |       |
| ۱۳ ژوئن | ۱۰٫۰۰ | ترکیه               | ۳–۰    | بلژیک     | ۲۵–۲۰ | ۲۵–۱۷ | ۲۵–۱۹ |       |       | ۷۵–۵۶   |       |
| ۱۳ ژوئن | ۱۲٫۰۰ | ایالات متحده آمریکا | ۳–۰    | ژاپن      | ۲۵–۲۳ | ۲۶–۲۴ | ۲۵–۲۰ |       |       | ۷۶–۶۷   |       |
| ۱۳ ژوئن | ۱۳٫۰۰ | ایتالیا             | ۲–۳    | هلند      | ۲۱–۲۵ | ۲۸–۲۶ | ۲۵–۲۰ | ۲۱–۲۵ | ۱۰–۱۵ | ۱۰۵–۱۱۱ |       |
| ۱۳ ژوئن | ۱۵٫۰۰ | دومینیکن            | ۱–۳    | چین       | ۱۴–۲۵ | ۲۰–۲۵ | ۲۵–۱۹ | ۲۲–۲۵ |       | ۸۱–۹۴   |       |
| ۱۳ ژوئن | ۱۶٫۰۰ | روسیه               | ۳–۰    | کانادا    | ۲۵–۱۵ | ۲۵–۱۲ | ۲۵–۱۴ |       |       | ۷۵–۴۱   |       |
| ۱۳ ژوئن | ۱۸٫۰۰ | کرهٔ جنوبی           | ۳–۱    | صربستان   | ۲۵–۱۳ | ۲۳–۲۵ | ۲۵–۱۳ | ۲۵–۲۳ |       | ۹۸–۷۴   |       |
| ۱۳ ژوئن | ۱۹٫۳۰ | تایلند              | ۰–۳    | لهستان    | ۲۳–۲۵ | ۱۵–۲۵ | ۲۰–۲۵ |       |       | ۵۸–۷۵   |       |
| ۱۳ ژوئن | ۲۱٫۰۰ | آلمان               | ۱–۳    | برزیل     | ۲۵–۲۲ | ۱۷–۲۵ | ۲۱–۲۵ | ۲۲–۲۵ |       | ۸۵–۹۷   |       |
| ۱۴ ژوئن | ۱۰٫۰۰ | بلژیک               | ۱–۳    | ژاپن      | ۲۵–۲۳ | ۲۲–۲۵ | ۲۱–۲۵ | ۲۱–۲۵ |       | ۸۹–۹۸   |       |
| ۱۴ ژوئن | ۱۲٫۰۰ | روسیه               | ۳–۰    | صربستان   | ۲۵–۸  | ۲۵–۱۷ | ۲۵–۲۳ |       |       | ۷۵–۴۸   |       |
| ۱۴ ژوئن | ۱۳٫۰۰ | هلند                | ۱–۳    | دومینیکن  | ۲۳–۲۵ | ۲۵–۲۳ | ۲۸–۳۰ | ۲۲–۲۵ |       | ۹۸–۱۰۳  |       |
| ۱۴ ژوئن | ۱۵٫۰۰ | آلمان               | ۳–۰    | لهستان    | ۲۵–۲۳ | ۲۵–۲۰ | ۲۵–۲۳ |       |       | ۷۵–۶۶   |       |
| ۱۴ ژوئن | ۱۶٫۰۰ | چین                 | ۳–۰    | ایتالیا   | ۲۵–۱۹ | ۲۵–۱۱ | ۲۵–۱۹ |       |       | ۷۵–۴۹   |       |
| ۱۴ ژوئن | ۱۸٫۰۰ | کرهٔ جنوبی           | ۳–۲    | کانادا    | ۱۵–۲۵ | ۲۵–۱۸ | ۲۷–۲۹ | ۲۵–۲۰ | ۲۱–۱۹ | ۱۱۳–۱۱۱ |       |
| ۱۴ ژوئن | ۱۹٫۳۰ | برزیل               | ۳–۰    | تایلند    | ۲۵–۱۱ | ۲۵–۱۴ | ۲۵–۱۰ |       |       | ۷۵–۳۵   |       |
| ۱۴ ژوئن | ۲۱٫۰۰ | ایالات متحده آمریکا | ۳–۱    | ترکیه     | ۲۵–۲۱ | ۲۳–۲۵ | ۲۵–۱۵ | ۲۵–۱۴ |       | ۹۸–۷۵   |       |

### هفته ۵
| تاریخ   | ساعت  |                     | امتیاز |                     | ست ۱  | ست ۲  | ست ۳  | ست ۴  | ست ۵  | مجموع   | گزارش    |
| ------- | ----- | ------------------- | ------ | ------------------- | ----- | ----- | ----- | ----- | ----- | ------- | -------- |
| ۱۸ ژوئن | ۱۰٫۰۰ | آلمان               | ۳–۰    | صربستان             | ۲۵–۲۳ | ۲۵–۱۶ | ۲۵–۲۱ |       |       | ۷۵–۶۰   | P2Report |
| ۱۸ ژوئن | ۱۲٫۰۰ | ژاپن                | ۳–۲    | دومینیکن            | ۱۸–۲۵ | ۲۴–۲۶ | ۲۵–۲۲ | ۲۵–۱۵ | ۱۵–۱۱ | ۱۰۷–۹۹  | P2Report |
| ۱۸ ژوئن | ۱۳٫۰۰ | تایلند              | ۱–۳    | بلژیک               | ۲۳–۲۵ | ۲۴–۲۶ | ۲۵–۲۳ | ۱۵–۲۵ |       | ۸۷–۹۹   | P2Report |
| ۱۸ ژوئن | ۱۵٫۰۰ | کرهٔ جنوبی           | ۰–۳    | برزیل               | ۱۸–۲۵ | ۲۳–۲۵ | ۱۸–۲۵ |       |       | ۵۹–۷۵   | P2Report |
| ۱۸ ژوئن | ۱۶٫۰۰ | چین                 | ۳–۰    | روسیه               | ۲۵–۱۸ | ۲۵–۲۳ | ۲۵–۱۶ |       |       | ۷۵–۵۷   | P2Report |
| ۱۸ ژوئن | ۱۸٫۰۰ | لهستان              | ۰–۳    | ایالات متحده آمریکا | ۲۷–۲۹ | ۲۷–۲۹ | ۱۴–۲۵ |       |       | ۶۸–۸۳   | P2Report |
| ۱۸ ژوئن | ۱۹٫۰۰ | کانادا              | ۰–۳    | ایتالیا             | ۱۸–۲۵ | ۲۰–۲۵ | ۲۰–۲۵ |       |       | ۵۸–۷۵   | P2Report |
| ۱۸ ژوئن | ۲۱٫۰۰ | ترکیه               | ۳–۰    | هلند                | ۲۷–۲۵ | ۲۵–۲۰ | ۲۵–۲۰ |       |       | ۷۷–۶۵   | P2Report |
| ۱۹ ژوئن | ۱۰٫۰۰ | دومینیکن            | ۳–۰    | صربستان             | ۲۵–۱۴ | ۲۵–۲۰ | ۲۵–۱۸ |       |       | ۷۵–۵۲   | P2Report |
| ۱۹ ژوئن | ۱۲٫۰۰ | ایالات متحده آمریکا | ۳–۱    | روسیه               | ۲۵–۲۱ | ۲۵–۲۷ | ۲۵–۲۳ | ۲۵–۱۵ |       | ۱۰۰–۸۶  | P2Report |
| ۱۹ ژوئن | ۱۳٫۰۰ | ژاپن                | ۳–۱    | آلمان               | ۲۵–۲۳ | ۱۹–۲۵ | ۲۶–۲۴ | ۲۵–۱۵ |       | ۹۵–۸۷   | P2Report |
| ۱۹ ژوئن | ۱۵٫۰۰ | تایلند              | ۳–۰    | کانادا              | ۲۵–۱۶ | ۲۵–۱۷ | ۲۵–۱۷ |       |       | ۷۵–۵۰   | P2Report |
| ۱۹ ژوئن | ۱۶٫۰۰ | چین                 | ۳–۰    | لهستان              | ۲۶–۲۴ | ۲۵–۲۲ | ۲۵–۱۶ |       |       | ۷۶–۶۲   | P2Report |
| ۱۹ ژوئن | ۱۸٫۰۰ | کرهٔ جنوبی           | ۱–۳    | ترکیه               | ۲۳–۲۵ | ۲۵–۲۰ | ۱۷–۲۵ | ۱۸–۲۵ |       | ۸۳–۹۵   | P2Report |
| ۱۹ ژوئن | ۱۹٫۳۰ | برزیل               | ۳–۰    | هلند                | ۲۵–۱۹ | ۲۵–۱۹ | ۲۵–۲۰ |       |       | ۷۵–۵۸   | P2Report |
| ۱۹ ژوئن | ۲۱٫۰۰ | بلژیک               | ۳–۲    | ایتالیا             | ۲۵–۱۷ | ۲۰–۲۵ | ۲۲–۲۵ | ۲۵–۱۷ | ۱۵–۱۰ | ۱۰۷–۹۴  | P2Report |
| ۲۰ ژوئن | ۱۰٫۰۰ | دومینیکن            | ۳–۲    | آلمان               | ۲۵–۲۱ | ۲۵–۲۲ | ۱۴–۲۵ | ۲۵–۲۷ | ۱۵–۹  | ۱۰۴–۱۰۴ | P2Report |
| ۲۰ ژوئن | ۱۲٫۰۰ | چین                 | ۳–۰    | ایالات متحده آمریکا | ۲۵–۱۰ | ۲۵–۲۰ | ۲۵–۱۷ |       |       | ۷۵–۴۷   | P2Report |
| ۲۰ ژوئن | ۱۳٫۰۰ | تایلند              | ۱–۳    | ایتالیا             | ۳۵–۳۳ | ۲۱–۲۵ | ۲۵–۲۷ | ۲۰–۲۵ |       | ۱۰۱–۱۱۰ | P2Report |
| ۲۰ ژوئن | ۱۵٫۰۰ | ژاپن                | ۳–۰    | صربستان             | ۲۵–۱۲ | ۲۵–۲۲ | ۲۵–۱۵ |       |       | ۷۵–۴۹   | P2Report |
| ۲۰ ژوئن | ۱۶٫۰۰ | روسیه               | ۲–۳    | لهستان              | ۱۷–۲۵ | ۲۵–۲۰ | ۱۶–۲۵ | ۲۵–۲۲ | ۷–۱۵  | ۹۰–۱۰۷  | P2Report |
| ۲۰ ژوئن | ۱۸٫۰۰ | کرهٔ جنوبی           | ۲–۳    | هلند                | ۲۰–۲۵ | ۲۵–۲۳ | ۱۸–۲۵ | ۲۵–۲۲ | ۱۲–۱۵ | ۱۰۰–۱۱۰ | P2Report |
| ۲۰ ژوئن | ۱۹٫۳۰ | بلژیک               | ۳–۰    | کانادا              | ۲۶–۲۴ | ۲۵–۱۷ | ۲۵–۱۷ |       |       | ۷۶–۵۸   | P2Report |
| ۲۰ ژوئن | ۲۱٫۰۰ | برزیل               | ۳–۱    | ترکیه               | ۲۵–۱۸ | ۲۵–۱۶ | ۲۵–۲۷ | ۲۵–۱۵ |       | ۱۰۰–۷۶  | P2Report |

## دور نهایی
- تمام زمان‌ها براساس ساعت تابستانی اروپای مرکزی (یوتی‌سی ۲:۰۰+) می‌باشد.

|  | نیمه‌نهایی‌ها         | نیمه‌نهایی‌ها         |                |   | نهایی | نهایی |
|  |                     |                     |                |   |       |       |
|  | ۲۴ ژوئن             |                     |                |   |       |       |
|  |                     |                     |                |   |       |       |
|  | برزیل               | ۳                   |                |   |       |       |
|  | برزیل               | ۳                   | ۲۵ ژوئن        |   |       |       |
|  | ژاپن                | ۱                   |                |   |       |       |
|  | ژاپن                | ۱                   | برزیل          | ۱ |       |       |
|  | ۲۴ ژوئن             |                     | برزیل          | ۱ |       |       |
|  |                     | ایالات متحده آمریکا | ۳              |   |       |       |
|  | ایالات متحده آمریکا | ایالات متحده آمریکا | ۳              | ۳ |       |       |
|  | ایالات متحده آمریکا |                     |                | ۳ |       |       |
|  | ترکیه               | ۰                   |                |   |       |       |
|  | ترکیه               | ۰                   | رقابت مقام سوم |   |       |       |
|  |                     |                     |                |   |       |       |
|  | ۲۵ ژوئن             |                     |                |   |       |       |
|  |                     |                     |                |   |       |       |
|  | ژاپن                | ۰                   |                |   |       |       |
|  | ژاپن                | ۰                   |                |   |       |       |
|  | ترکیه               | ۳                   |                |   |       |       |

### نیمه‌نهایی‌ها
| تاریخ   | ساعت  |                     | امتیاز |       | ست ۱  | ست ۲  | ست ۳  | ست ۴  | ست ۵ | مجموع  | گزارش    |
| ------- | ----- | ------------------- | ------ | ----- | ----- | ----- | ----- | ----- | ---- | ------ | -------- |
| ۲۴ ژوئن | ۱۶:۰۰ | برزیل               | ۳–۱    | ژاپن  | ۲۵–۱۵ | ۲۵–۲۳ | ۲۹–۳۱ | ۲۵–۱۶ |      | ۱۰۴–۸۵ | P2Report |
| ۲۴ ژوئن | ۱۹:۳۰ | ایالات متحده آمریکا | ۳–۰    | ترکیه | ۲۵–۲۱ | ۲۵–۲۳ | ۲۵–۲۰ |       |      | ۷۵–۶۴  | P2Report |

### رقابت مقام سوم
| تاریخ   | ساعت  |      | امتیاز |       | ست ۱  | ست ۲  | ست ۳  | ست ۴ | ست ۵ | مجموع | گزارش    |
| ------- | ----- | ---- | ------ | ----- | ----- | ----- | ----- | ---- | ---- | ----- | -------- |
| ۲۵ ژوئن | ۱۶:۰۰ | ژاپن | ۰–۳    | ترکیه | ۱۹–۲۵ | ۱۶–۲۵ | ۱۷–۲۵ |      |      | ۵۲–۷۵ | P2Report |

### نهایی
| تاریخ   | ساعت  |       | امتیاز |                     | ست ۱  | ست ۲  | ست ۳  | ست ۴  | ست ۵ | مجموع  | گزارش    |
| ------- | ----- | ----- | ------ | ------------------- | ----- | ----- | ----- | ----- | ---- | ------ | -------- |
| ۲۵ ژوئن | ۱۹:۳۰ | برزیل | ۱–۳    | ایالات متحده آمریکا | ۲۸–۲۶ | ۲۳–۲۵ | ۲۳–۲۵ | ۲۱–۲۵ |      | ۹۵–۱۰۱ | P2Report |

## رده‌بندی نهایی
| رتبه | تیم                 |
| ---- | ------------------- |
| 1    | ایالات متحده آمریکا |
| 2    | برزیل               |
| 3    | ترکیه               |
| ۴    | ژاپن                |
| ۵    | چین                 |
| ۶    | دومینیکن            |
| ۷    | هلند                |
| ۸    | روسیه               |
| ۹    | بلژیک               |
| ۱۰   | آلمان               |
| ۱۱   | لهستان              |
| ۱۲   | ایتالیا             |
| ۱۳   | صربستان             |
| ۱۴   | کانادا              |
| ۱۵   | کرهٔ جنوبی           |
| ۱۶   | تایلند              |

| قهرمان لیگ ملت‌های زنان ۲۰۲۱         |
| ----------------------------------- |
| · ایالات متحده آمریکا · سومین عنوان |

| فهرست ۱۴-نفره |
| Micha Hancock, Jordyn Poulter, Justine Wong-Orantes, جردن لارسون (c), Andrea Drews, Jordan Thompson, Michelle Bartsch-Hackley, فلوک آکینرادوو, Haleigh Washington, کلسی روبینسون, Chiaka Ogbogu |
| سر مربی |
| کارچ کیرالی |

## جوایز
| - باارزش‌ترین بازیکن Michelle Bartsch-Hackley (USA) - بهترین تنظیم کننده Jordyn Poulter (USA) - بهترین آبشار زننده قدرتی Michelle Bartsch-Hackley (USA) Gabriela Guimarães (BRA) | - بهترین دفاع کننده میانی ادا اردم دوندار (TUR) Carol Gattaz (BRA) - بهترین آبشار زننده قطر پاسور تاندارا کایشتا (BRA) - بهترین لیبرو Justine Wong-Orantes (USA) |